# نواه مارتن
نواه مارتن (بالإنجليزية: Noah Martin) هو سياسي أمريكي، ولد في 26 يوليو 1801 في إيبسون في الولايات المتحدة، وتوفي في 28 مايو 1863 في دوفر في الولايات المتحدة. حزبياً، نشط في الحزب الديمقراطي. وقد انتخب عضو مجلس ولاية نيوهامبشير وانتخب حاكم نيو هامبشاير ‏.